# Boris Gusman

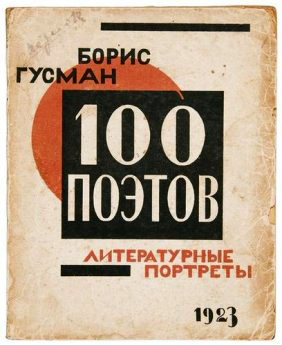
Okładka książki Borisa Gusmana 100 poetów.

Boris Jewsiejewicz Gusman (ros. Борис Евсеевич Гусман, ur. 16 grudnia 1892 w Astrachaniu, zm. 3 maja 1944) – radziecki pisarz, scenarzysta.
W 1921  przeniósł się do Moskwy. W 1923 był kierownikiem działu teatralnego gazety Prawda. W 1928 był kierownikiem działu repertuarowego i zastępcą dyrektora Teatru Bolszoj. Pisze scenariusze, libretta do spektakli operowych i baletowych, dużo publikuje w prasie. W 1933 kierował działem artystycznym Centralnej Administracji Radiowej. Następnie został zastępcą kierownika wydziału muzycznego Komisji Spraw Sztuki przy Radzie Komisarzy Ludowych ZSRR.

## Wybrane scenariusze filmowe
- 1929: Wesoły kanarek
- 1929: Żywy trup
- 1936: O strannostiach lubwi